# أدولفو أتينيثا
أدولفو أتينيثا لانديتا (1 ديسمبر 1927 - 9 يوليو 2008)، المعروف أيضًا باسم أدولفو الأول، لاعب كرة قدم إسباني لعب كمهاجم لنادي سيلتا فيغو، ريال مدريد، ولاس بالماس في الخمسينيات من القرن الماضي. كما لعب شقيقه أنخيل أيضًا لصالح ريال مدريد.

## مسيرة اللعب

### مهنة مبكرة
وُلِد أدولفو في مدريد في الأول من ديسمبر عام 1927، وبدأ لعب كرة القدم في مسقط رأسه، أولاً بشكل غير رسمي مع فرق مقرها في حي تيتوان دي لاس فيكتورياس، ثم رسميًا مع نادي كواترو كامينوس الرياضي، حيث لعب حتى عام 1942، وهو العام الذي انتقلت فيه عائلته إلى غاليسيا، بعد أن تم تعيين والديه، وكلاهما أستاذين، في جامعة سانتياغو دي كومبوستيلا.
في عام 1943، كان أدولفو البالغ من العمر 15 عامًا يلعب بالفعل في الدوري الإقليمي المحلي الأعلى مع نادي أرينال، وهو فريق يتكون في الغالب من الطلاب، والذي لعب معه لمدة أربع سنوات، حتى عام 1947، عندما تم توقيعه من قبل نادي سانتياجو، الذي كان آنذاك في الدرجة الثالثة. في ديسمبر 1947، وبعد خمس مباريات رسمية فقط مع سانتياغو، جميعها في بطولة كوبا غاليسيا، تم التعاقد معه من قبل نادي الدرجة الأولى سيلتا فيجو، الذي كان يدربه آنذاك ريكاردو زامورا. بعد جلسات التدريب الأولى، أصبح من الواضح أنه كان مستعدًا للقفز إلى الدرجة الأولى، لذا قرر الجهاز الفني إعارته إلى نادي الدرجة الثالثة بيربيس دي فيجو، إلى جانب خوانين وإدواردو سوبرادو، حيث لعب النصف الثاني من موسم 1947-1948.

### فيغو ومدريد
في 24 أكتوبر 1948، خاض أدولفو، البالغ من العمر 20 عامًا، أول مباراة له في الدوري الإسباني، ضد نادي برشلونة، حيث أظهر أداءً واعدًا كمهاجم مركزي، وساعد فريقه على التعادل 2-2. كان عضوًا في فريق سيلتا العظيم في أوائل الخمسينيات المعروف باسم "الشياطين الزرق"، والذي ضم أيضًا فرانسيسكو رويج، وياييو سانز، وهيرميديتا. ظل مخلصًا لفيجو لمدة خمس سنوات، من عام 1948 إلى عام 1953، وخلال تلك الفترة برز ببراعته في تسجيل الأهداف، حيث سجل 45 هدفًا في 109 مباراة. وهكذا لفت انتباه ريال مدريد في نهاية المطاف، الذي تعاقد معه في صيف عام 1953، وحصل سيلتا على 600 ألف بيزيتا بالإضافة إلى الجناح أنطوني جاوسي على سبيل الإعارة.
لعب أدولفو لصالح لوس بلانكوس بين عامي 1953 و1955، وسجل 8 أهداف في 25 مباراة، ولعب دورًا فعالًا في الفريق الذي فاز بلقب الدوري الإسباني مرتين متتاليتين في عامي 1953-1954 و1954-1955، بالإضافة إلى كأس لاتينية في عام 1955. خلال العامين اللذين قضاهما في مدريد، تزامن وجوده ليس فقط مع ألفريدو دي ستيفانو، بل أيضًا مع شقيقه أنخيل أدولفو. ومن أجل تمييزهم في الصحافة، بدأت الصحف المحلية بالإشارة إليهم باسم أدولفو الأول وأدولفو الثاني.

### مسيرته المهنية اللاحقة
بعد مغادرة مدريد في عام 1955، لعب أدولفو موسمين في لاس بالماس (1955-1957)، وموسم آخر في ريال خاين (1957-1958)، قبل العودة إلى سيلتا في عام 1958. ومع ذلك، انتهى موسمه الأول مع النادي الجاليكي بالهبوط إلى الدرجة الثانية، وانتهى به الأمر بمغادرة النادي في الموسم التالي، بعد فشله في العودة إلى الدرجة الأولى. لعب آخر موسم له في كرة القدم مع نادي الدرجة الثالثة بونفيرادينا في 1960-1961. في المجمل، سجل 67 هدفًا في 192 مباراة بالدوري الإسباني مع سيلتا، مدريد، لاس بالماس، وريال جيان.

## المسيرة الدولية
خلال فترته الأولى مع فيجو، أكسبه أداء أدولفو المذهل في تسجيل الأهداف ستة استدعاءات لتدريب المنتخب الإسباني، لكنه فشل في مغادرة مقاعد البدلاء في أي من تلك المناسبات. تم استدعاؤه أيضًا للمباراة الافتتاحية لإسبانيا ب في كأس البحر الأبيض المتوسط 1953-1958، لكنه بقي مرة أخرى كبديل غير مستخدم حيث حقق الإسبان فوزًا 2-0 على فرنسا ب. فازت إسبانيا في النهاية بالبطولة.

## موت
توفي أدولفو في مدريد في 9 يوليو 2008، عن عمر يناهز 80 عامًا.

## الأوسمة
ريال مدريد
- الدوري الاسباني :
  - الأبطال (2) : 1953–54 و1954–55
- كأس اللاتينية :
  - الأبطال (1) : 1955